# Igor Pieszkow
Igor Nikołajewicz Pieszkow (ros. Игорь Николаевич Пешков; ur. 7 stycznia 1965) – radziecki i kazachski judoka. Olimpijczyk z Atlanty 1996, gdzie zajął siedemnaste miejsce w wadze ciężkiej
Uczestnik mistrzostw świata w 1993 i 1995. Startował w Pucharze Świata w 1995 i 1996. Wicemistrz Azji w 1993 roku.

## Letnie Igrzyska Olimpijskie 1996
| Konkurencja | Eliminacje          | Eliminacje         | Klas. końcowa |
| Konkurencja | Przeciwnik I        | Przeciwnik II      | Miejsce       |
| ----------- | ------------------- | ------------------ | ------------- |
| +95 kg      | Slim Agrebi (TUN) Z | Imre Csősz (HUN) P | 17.           |